# Rosemary Kennedy
Rosemary Kennedy Rose Elisabeth Kenedy és Joseph Patrick Kennedy harmadik gyermeke, aki kicsit több mint egy évvel a bátyja, John Fitzgerald Kennedy, az Amerikai Egyesült Államok 35. elnöke után született. Mivel pszichológiailag instabilnak tartották, 23 éves korában lobotómiának vetették alá, aminek következményeként élete hátralevő részére cselekvőképtelen lett.

## Családi háttér
Rosemary Kennedy amerikai ír családba született Brookline-ban, Massachusetts államban. Anyja után Rose névre keresztelték, de általában Rosemary-nek hívták, a családja Rosie-ként szólította. 15 éves korában édesanyja a Sacred Heart kolostorba küldte Rhode Island-re, ahol a többi diáktól külön tanult. Két nővér és egy specialista, Miss Newton minden nap foglalkozott vele. A Kennedy család az iskola erőfeszítéseiért egy új teniszpályát adományozott az iskolának. Rosemary negyedikes színvonalon tudott írni, olvasni és számolni. Bár keményen tanult, úgy érezte szülei csalódtak benne, elvárásaiknak meg akart felelni.
Henry H. Goddard pszichológus szerint szellemi fogyatékos volt, az intelligenciája 60 és 70 pont között volt, ami 8-12 éves kornak megfelelő. Testvére, Eunice szerint ezek a problémák abból származhattak, hogy a nővér késleltette a születést, mert az orvos későn érkezett, ezalatt pedig elfogyott az oxigén. Rose egyik unokatestvére szerint a Rose szülei közti rokonság lehetett az oka: Josie és John F. Fitzgerald másodunokatestvérek voltak. Ekkoriban az alacsony intelligenciát morális tökéletlenségként értelmezték. Egy életrajzíró szerint Rose nem bízott a barátaiban és úgy tett mintha Rosemary normális lenne, a családon kívül senki nem tudott Rosemary állapotáról. Húga, Eunice különböző orvosok látogatásából azt feltételezte, hogy Rosemary fogyatékos és epilepsziás egyszerre. Az 1930-as években írt és az 1980-as években publikált naplói erősen társadalmi érdeklődésű fiatal lányra vallanak, akinek életét az opera, a tánc és a divat töltötte ki.
Bár keveset olvasott, a Micimackót el tudta olvasni.

## Lobotómia
Bár Rosemary nyugodt természetű gyermek volt, felnőttként egyre követelőzőbbé vált, gyakori hangulatváltozásokkal. Néhány megfigyelő ezeket a hangulatváltozásokat annak tulajdonította, hogy képtelen volt a testvéreivel versenyezni, akikkel szemben viszont magas elvárások voltak, valamint a pubertáskori hormonváltozások is szerepet játszhattak. A családnak gyakran jelentett nehézséget az egyre viharosabb természetűvé váló Rosemary, aki esténként kiszökött a kolostorból, ahol tanult.
1941-ben, amikor Rosemary 23 éves volt, orvosok tájékoztatták édesapját arról, hogy egy új idegsebészeti eljárás, a lobotómia kezelni tudná Rosemary hangulatváltozásait és kitöréseit. Úgy döntött, hogy Rosemaryn végre kell hajtani a műtétet, de nem akarta tájékoztatni erről a műtét előtt. Korábban viszonylag kevés lobotómiát hajtottak végre. A beavatkozást James W. Watts és Walter Freeman végezte el.

### Következmények
Rosemary néhány évig a New York-tól északra található Craig House nevű pszichiátriai intézetben élt. 1949-ben egy jeffersoni házba költöztették, itt élt haláláig. Állapota miatt Rosemary majdnem teljesen elvesztette kapcsolatát családjával, de édesanyja és húga, Eunice rendszeresen látogatta. Apja nem látogatta az intézetben. Néhány alkalommal apja halála után Rosemary-t elvitték rokonait meglátogatni Floridába és Washingtonba, valamint gyerekkori otthonába, Cape Cod-ba.

## Halála
2005. január 7-én, 86 éves korában természetes halállal halt meg a Fort Atkinsoni kórházban. Testvérei Jean Kennedy Smith és Edward Kennedy voltak vele. Szülei mellé temették Brooklyn-ban.